# M28 (astronomia)
M 28 (noto anche come NGC 6626) è un ammasso globulare situato nella costellazione del Sagittario.

## Osservazione

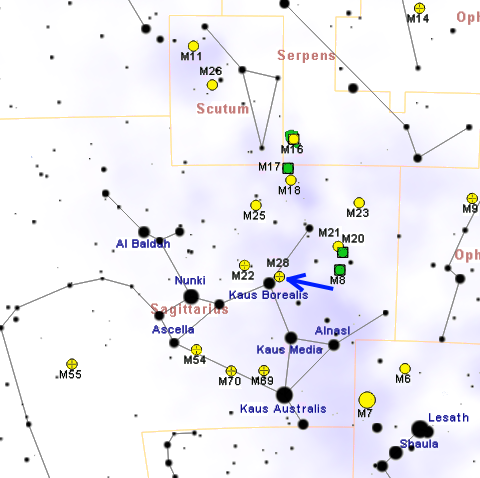
Mappa per individuare M28.

M28 si trova in un'area di cielo abbastanza ricca stelle appariscenti, molte delle quali riunite in un famoso asterismo chiamato la teiera; M28 si trova a meno di un grado a nord-ovest della stella λ Sagittarii, al punto che la sua luce può talvolta risultare fastidiosa. Sotto un cielo in buone condizioni meteorologiche è visibile anche con un binocolo 10x50, sebbene si mostri come un semplice punto biancastro molto debole e sfumato; la risoluzione in stelle inizia con telescopi da 150mm. Il bordo sud-orientale risulta meno ricco di stelle.
M28 può essere osservato con discreta facilità da gran parte delle aree popolate della Terra, grazie al fatto che è situato a una declinazione non eccessivamente australe: in alcune aree del Nord Europa e del Canada, nei pressi del circolo polare artico, la sua visibilità è comunque impossibile, mentre nell'Europa centrale appare molto basso; dall'emisfero sud M28 è ben visibile alto nelle notti dell'inverno australe. Il periodo migliore per la sua osservazione nel cielo serale è quello compreso fra giugno e ottobre.

## Storia delle osservazioni
M28 è stato scoperto da Charles Messier nel 1764 che lo descrive così: "Nebulosa che non contiene stelle. Rotonda, vista con difficoltà in un telescopio di 3 piedi e mezzo...diam. 2'...". Come per altri ammassi globulari, il primo a risolverlo in stelle fu William Herschel, mentre il figlio John ne fornì una descrizione completa, indicando che le sue componenti più brillanti sono di quattordicesima e quindicesima magnitudine.

## Caratteristiche
Il diametro lineare di M28, ottenuto rapportando la sua dimensione apparente con la sua distanza, si aggira sui 75 anni luce. In questo ammasso, distante più di 18.000 anni luce, sono state osservate 18 variabili del tipo RR Lyrae; nel 1987 M28 fu il secondo ammasso dove fu osservata una pulsar superveloce; il primo fu l'ammasso globulare M4. La sua velocità radiale è poco più di 1 km/s in recessione.

### Libri
- (EN) Stephen James O'Meara, Deep Sky Companions: The Messier Objects, Cambridge University Press, 1998, ISBN 0-521-55332-6.

### Carte celesti
- Toshimi Taki, Taki's 8.5 Magnitude Star Atlas, su geocities.jp, 2005. URL consultato il 7 novembre 2010 (archiviato dall'url originale il 5 novembre 2018). - Atlante celeste liberamente scaricabile in formato PDF.
- Tirion, Rappaport, Lovi, Uranometria 2000.0 - Volume II - The Southern Hemisphere to +6°, Richmond, Virginia, USA, Willmann-Bell, inc., 1987, ISBN 0-943396-15-8.
- Tirion, Sinnott, Sky Atlas 2000.0 - Second Edition, Cambridge, USA, Cambridge University Press, 1998, ISBN 0-933346-90-5.
- Tirion, The Cambridge Star Atlas 2000.0, 3ª ed., Cambridge, USA, Cambridge University Press, 2001, ISBN 0-521-80084-6.